# Elías Serrano Pantoja
Elías Serrano Pantoja (Cotoca, Santa Cruz, Bolivia; 6 de junio de 1948) es un cineasta, guionista, productor y actor boliviano.
Se le otorgó el título "Maestro de las Artes" en 2014.

## Carrera artística
Elías Serrano Pantoja nació un 6 de junio de 1948 en la localidad de Cotoca, ubicada en la Provincia Andrés Ibáñez del Departamento de Santa Cruz. Desde 1961 y con apenas 13 años de edad, Elias Serrano se ha dedicado a la actuación y a partir de entonces ha participado y realizado una gran cantidad de obras de teatro, largometrajes, series televisivas y cortometrajes. También ha dirigido y escrito guiones.
En la película Los igualitarios, de 1990, figura como actor y productor ejecutivo; en 2019 fue restaurada y vuelta a exhibir en cines de Bolivia.
Se inició a los 13 años en el mundo de la actuación en el colegio en La Paz, en obras como la comedia “Villa Paraíso”, operetas, “Marcos el Pescador” y “El Mar”.Luego en protagonizó  “El Proceso a Jesús” de Graham Green.
A mediados de la década de los 70 regresó a Santa Cruz de la Sierra y participó en obras de teatro como, “El Conde de la Máquina Vieja” dirigida por Franz Vizcarra (1977); “La Hoguera”, dirigida por Humberto Parada Caro; “Una Noche en su Casa, Señora”, “Al Final de la Cuerda”,” Prohibido Suicidarse en Primavera”, dirigidas por Carlos Rocha;  pero quizás entre sus actuaciones más recordadas se encuentra “La Nona” dirigida por Tota Arce.
En la televisión incursionó con la comedia “El Gallo canchero”, con guion de Oscar Barbery Suárez y bajo la dirección de Carlos Rocha. En esta miniserie fue también productor ejecutivo. De ese trabajo le siguieron una larga lista de participaciones en otras producciones para la televisión como “Historias del vecino”, guion y dirección de Fernando Aguilar y  “Tierra Adentro”, guion y dirección de Enrique Alfonso (1997)

### Filmografía
- "Los Igualitarios" (1990), guion de Oscar Barbery Suárez y dirección de Juan Miranda, producción ejecutiva Elías Serrano.
- "Única Herencia" (1991), guion de Jorge Gil, dirección de Miguel Chávez y Enrique del Valle.
- "El último realista" (1993), guion Jorge Wilder Cervantes, dirección Hugo Ara.
- "Cuestión de fe" (1995), guion y dirección de Marcos Loayza.
- "Jonás y la Ballena Rosada" (1995), guion y dirección de Juan Carlos Valdivia.
- "Una vez al año" (cortometraje - 1996)
- "La Oscuridad radiante" (1996), guion de Ligia Sániz y dirección de Hugo Ara.
- "El día que murió el silencio" (1998), guion de Guillermo Aguirre y Paolo Agazzi, dirección de Paolo Agazzi.
- "El triángulo del lago" (2000), guion y dirección de Mauricio Calderón.
- "Autonomía" (2002), guion de Sergio Patiño y dirección de Demetrio Nina.
- "El Corazón de Jesús" (2004), guion y dirección de Marcos Loayza.
- "El atraco" (2004), guion y dirección Paolo Agazzi.
- "¿Quién mató a la llamita blanca?" (2007), guion Juan Cristóbal Ríos, dirección Rodrigo Bellott.
- "Día de boda" (2008), guion y dirección Rodrigo Ayala.
- "La promo" (2008), guion Giobanni Carrillo y dirección Jorge Arturo Lora.
- "Historias de vino, singani y alcoba" (2009) guion y dirección Rodrigo Ayala.
- “En busca del paraíso” (2010), guion y dirección Paz Padilla y Miguel Chávez.
- "Provocación" (2010), guion Nelson Serrano, actuación y dirección, Elías Serrano. (10.8 millones de vistas en YouTube)
- “El pecado de la carne” (2012), guion y dirección Elías Serrano.
- Las bellas durmientes (2012), guion y dirección Marcos Loayza.
- “Los Jucus Ninjas” (2013), guion y dirección Juan Carlos Soto.
- “Opa pícaro” (2013), guion y dirección Nando Chávez.
- “Actividades para anormales” (2013), guion y dirección Nelson Serrano
- “La viudita” (2014), guion y dirección Elías Serrano. (6 millones de vistas en YouTube)
- “Actividades para anormales 2” (2013), guion y dirección Nelson Serrano.
- “Bloody Valentine Satánica Adicción” (2015), guion y dirección José Pérez
- “La herencia” (2015), guion y dirección Christian Calvo.
- “Celeste” (2015) Guion y dirección Ernesto Anaya.
- "La mujer de tu prójimo" (2016),[4] guion, direcciòn y actuación Elías Serrano
- “Añoranzas” (2017), guion y dirección Rubén Villarroel.
- Despéiname la vida (2018)
- "Esperar en el Lago" (a estrenarse el 2020), guion y dirección Okie Cárdenas.
- “Los novios de la muerte”, guion y dirección Marcos Malavia

## Premios y nominaciones
- Maestro de las Artes, otorgado por el Ministerio de Educación de Bolivia, 2014.
- Premio nacional Cóndor de Plata, a la mejor actuación por el filme Única Herencia, en 1991.
- Premio Yotaú, 1995.
- Reconocimiento a su trayectoria en el Festival de Cine Internacional (Fenavid), 2018.[5]